# Prav
Prav è uno dei tre mondi descritti nel libro di Veles.
Gli altri due mondi sono Yav e Nav.
Qualora si ritenga il libro di Veles come una fonte attendibile sul paganesimo slavo precristiano, si giungerebbe alla conclusione che Prav, Yav e Nav ne siano tra gli elementi costitutivi (ma ciò è controverso).
Riferimenti ai tre mondi del libro di Veles sono comunque entrati nell'uso degli attuali neopagani russi.
Secondo il libro, Yav è il mondo materiale in cui siamo noi ora. Gli dèi tuttavia sono anch'essi all'interno di Yav, tranne Svarog, il re del paradiso Svarga. Yav è circondato da Nav.
Nav è il mondo immateriale e il mondo dei morti. Le stelle, che sono le anime dei morti, così come il paradiso Svarga e Irij (una parte di Svarga), sono parti di Nav.
Prav è la legge di Svarog che governa sia Yav che Nav e che rappresenta quindi la principale cosa che accomuna il mondo materiale con quello immateriale, quindi anche un possibile collegamento tra i due mondi. La parola slava "prav" è derivata infatti dalla preposizione protoindoeuropea "per" (corrispondente alla preposizione italiana "per", "attraverso").
Un parallelo moderno a questo concetto di legge di natura è rappresentato dalle leggi della fisica moderna, ma c'è un'importante differenza. La legge Prav nel libro di Veles non si limita a dire, per esempio, che una pietra cade quando lasciata a mezz'aria, come un mero fatto osservabile scientificamente: secondo la filosofia del libro, il fatto che le pietre cadano se lasciate a mezz'aria è anche buono, valido e apprezzabile (cioè "giusto") (vale lo stesso naturalmente anche per tutti gli altri fenomeni). Ciò che più si avvicina a questo principio nella fisica moderna è il principio antropico, che però si limita ad affermare che la conoscenza delle leggi della fisica sia utile per gli uomini, non che tali leggi siano "moralmente ammirabili".
Nel libro si dice che Prav è una forza naturale, che determina lo stato e la struttura della materia. Prima di Prav c'era il caos e la combinazione casuale degli elementi chimici, mentre con Prav iniziano la vita biologica e l'evoluzione.
Nel capitolo 26-III Prav viene rappresentato come un fiume dalla cui acqua nascono le creature viventi.
In molte lingue slave moderne, "pravo" o "prawo" significa ancora oggi "legge", "regola", il diritto di qualcuno a qualcosa, e la destra.
La religione ortodossa (dal greco "ortho", giusto, e "dhoxia", dottrina, o gloria), viene definita nelle lingue slave con la parola "pravoslava" (dove pravo rappresenta appunto la traduzione dal greco "ortho", giusto, e "slava" corrisponde a "dhoxa" o gloria).
Nella teologia comparata, Prav viene fatto corrispondere a volte alla ebraico-cristiana "Sofìa", o sapienza, a volte al Logos ("il Verbo"), oppure ancora alla Provvidenza divina, allo Spirito Santo, od alla "Legge" della Torah.
Il filosofo russo Aleksandr Igorevič Asov (1992) in una sua traduzione critica del libro di Veles sostiene che Prav rappresenta un concetto tipico delle civiltà molto evolute: la fede in qualcosa di invisibile. Per questo ritiene difficile identificare Prav con il paganesimo slavo precristiano, tipico di una società più primitiva, che credeva in dèi antropomorfi più che in concetti astratti come il Prav del libro di Veles.